# 기성초등학교 사동분교
기성초등학교 사동분교는 대한민국 경상북도 울진군에 있었던 공립 초등학교이다.

## 학교 연혁
- 1940.04.01 기성초등학교 부설 사동간이학교 설립인가
- 1941.09.13 개교식 거행(1학급 편성)
- 1944.04.01 사동국민학교로 승격
- 1949.07.20 제1회 졸업식 거행(남:48, 여:4, 계:52명)
- 1954.03.27 삼산분교장 설립인가
- 1954.07.25 삼산분교장 개교
- 1985.09.01 병설유치원 설립인가(1학급)
- 1994.12.24 학교 급식용 조리실 준공
- 1995.03.01 삼산분교장 본교에 통폐합
- 1995.09.07 식당 준공, 학교 급식 시작
- 1996.03.01 사동초등학교로 교명 변경
- 1997.08.11 위성 교육방송 시설 설치
- 1998.09.29 무인경비시스템 시설(본관, 별관)
- 1998.12.15 경북과학교육실적심사 최우수학교 표창수상
- 2000.12.14 학내 전산망 설치
- 2004.08.19 수세식 화장실 준공(1동)
- 2009.03.23 영어체험교실, 보육교실 개관
- 2009.07.03 (구) 유치원 건물 및 과학실 건물 철거
- 2010.03.01 도지정 농산어촌연중돌봄학교 시범(1년)지정
- 2011.03.01 3학급 편성(학생수: 16명), 유치원 1학급(4명)
- 2011.09.01 제32대 이문환 교장 부임
- 2013.02.15 제65회 졸업식(총 2,854명)
- 2013.09.01 제33대 박오수 교장 부임
- 2016.03.01 기성초등학교 사동분교로 개편
- 2024.02.29 83년만에 폐교

## 참고 자료
- 기성초등학교 사동분교 - 한국교육학술정보원 학교알리미